# Pedro de Ayala (bispo)
Pedro de Ayala (1503-19 de setembro de 1569) foi um prelado católico romano que serviu como o terceiro bispo de Guadalajara (1561–1569).
Pedro de Ayala nasceu em Guadalajara, Espanha, e foi ordenado sacerdote na Ordem dos Frades Menores. A 18 de dezembro de 1561, foi nomeado pelo Rei da Espanha e confirmado pelo Papa Pio IV como o terceiro Bispo de Guadalajara. A 8 de novembro de 1562, foi consagrado bispo por Alonso de Montúfar, arcebispo do México com Vasco de Quiroga, bispo de Michoacán, e Fernando de Villagómez, bispo de Tlaxcala (Puebla de los Angeles) servindo como co-consagradores. Serviu como Bispo de Guadalajara até à sua morte no dia 19 de setembro de 1569.